# Konstantin Eïgues
Konstantin Romanovitch Eïgues – ou Eïguess (en russe : Константин Романович Эйгес), né le 24 mai 1875 dans le calendrier julien (5 juin 1875 du calendrier grégorien) à Bohodoukhiv (à l’époque Bohodoukhov, dans l’Empire russe) et mort le 2 décembre 1950 à Moscou, est un pianiste, compositeur et enseignant russe.
Alexeï Stantchinski fut son élève.
Eïgues était le père du compositeur Oleg Eïgues (1905-1992) et de l’artiste Sergueï Eïgues (1910-1944).